# Grand Hyatt Muscat Hotel
Khách sạn Grand Hyatt Muscat là một khách sạn 5 sao sang trọng ở Shaati Al Qurum, Muscat, Oman.
Khách sạn thường được sử dụng cho các hội nghị ngoại giao. Khách sạn có 280 phòng và nằm trên diện tích 10 mẫu Anh (40.000 m²). Nó được thiết kế theo phong cách kiến trúc Ả Rập truyền thống và có cửa sổ kính màu lớn cao 14 m nhìn ra hồ bơi. Khách sạn có 4 nhà hàng và 2 quán bar bao gồm nhà hàng Ý The Tuscany, Sirj Tea Lounge, Grill House, Mokha Cafe và Habana Cafe. Khách sạn có hộp đêm riêng tên là Copacabana.

## Nhà hàng

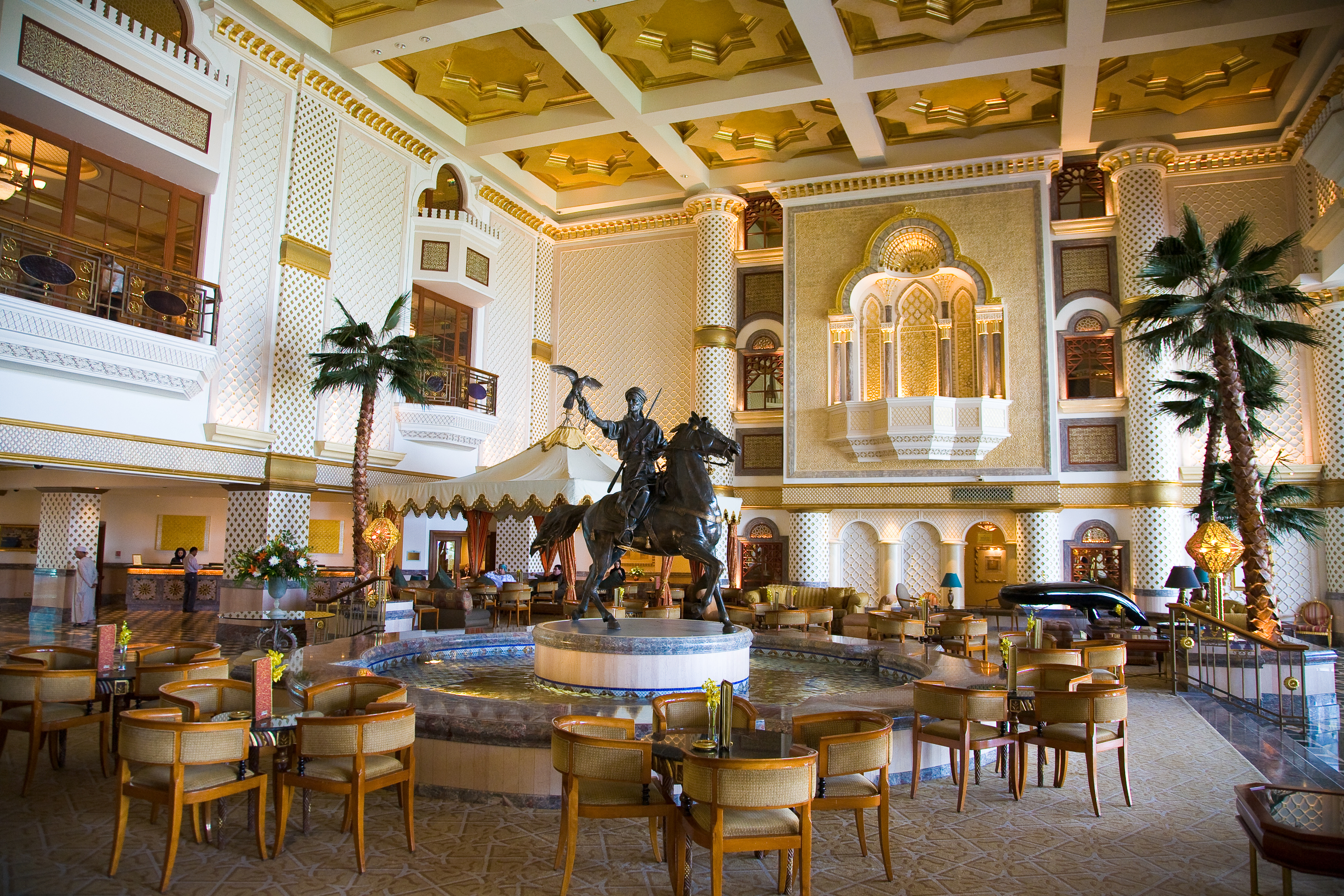
Bên trong

Khách sạn bao gồm các nhà hàng sau:
- Tuscany
- Quán cà phê Mokha
- Nhà hàng Marjan Indonesia
- Safari Rooftop Grill House
- John Barry Bar
- Copacabana
- Sirj Tea Lounge
- Club Safari
- Habana Sports Bar